# 龍族幻想
《龍族幻想》，原名“代號：夏娃”，是中國大陸祖龍娛樂公司與Epic Games共同開發的大型多人在線角色扮演遊戲（MMORPG）。遊戲採用Epic Games的虛幻引擎所製作，根據筆名為江南的楊治同名小說《龍族》改編。
國服由騰訊遊戲代理，2019年5月7日開放內測，2019年7月18日正式上市；台服則由始祖鳥娛樂負責營運，於2019年8月24日開始封閉測試，並於2019年10月23日正式開始營運。

## 歷史
- 2018年8月8日，祖龍娛樂研發的《代號：夏娃》（龍族幻想）在中國國際數碼互動娛樂展覽會（ChinaJoy）中祖龍娛樂BtoB展區曝光。
- 2018年10月24日，祖龍娛樂宣布攜旗下《代號：夏娃》（龍族幻想）參選2019年度CGDA優秀遊戲製作人大賽。
- 2018年10月22日，祖龍娛樂宣布開放先鋒首測登錄。
- 2018年12月12日，宣布延遲開放首測發號。
- 2018年12月11日至12月25日，祖龍娛樂開放技術內測資格。
- 2018年12月20日，獲得《龍族》正版IP授權，正式更名為“龍族幻想”。
- 2018年12月26日至12月28日，中國伺服器開放遊玩。
- 2019年5月7日，宣布DNA終極內測資格。
- 2019年5月8日，開放DNA終極內測（安卓限量刪檔測試）。
- 2019年5月8日，祖龍娛樂集結200多名資深遊戲研發人員在Epic Games深度參與，正式亮相「2019 Unreal Open Day」大會，並榮獲「2019 UOD 最受期待遊戲作品獎。
- 2019年6月13日，始祖鳥娛樂宣布取得台港澳代理權。
- 2019年6月24日，祖龍娛樂宣布6月26日測試停服公告。
- 2019年7月12日，祖龍娛樂宣佈在4月5日晚上18:00測試結束。
- 2019年7月16日，祖龍娛樂宣布將在7月17日10點開放預先下載，7月18日上午開放不刪檔開服。
- 2019年7月21日，祖龍娛樂宣布正式開服。
- 2019年7月，祖龍娛樂開始籌備日本伺服器。
- 2019年8月22日，始祖鳥娛樂宣布台灣伺服器將於8月24日、8月25日開啟兩天的雙平台刪檔封測計劃。
- 2019年8月26日在台灣開放事前登錄。
- 2019年9月17日，始祖鳥娛樂宣布9月17日17:00開放雙平台版本預先下載，2019年9月18日中午12:00準時上市。
- 2019年9月25日，韓國eFun宣布代理龍族幻想，並命名為DX：신세기의 전쟁。
- 2019年10月15日至10月21日，韓國伺服器開始進行封測。
- 2019年10月16日，始祖鳥娛樂宣佈於10月23日台港澳正式公測。
- 2019年10月23日，始祖鳥娛樂宣布台灣伺服器正式上線。
- 2019年10月31日，韓國伺服器正式上線。
- 2019年10月31日，在韓國拿下Apple Store排行榜第二名、Google Play排行榜第一名。
- 2019年12月6日，東南亞伺服器宣布開放事前登錄。
- 2019年12月23日至2020年1月12日23:59，日本伺服器開放CBT登錄。
- 2020年1月中旬，日本伺服器正式公測。
- 2020年2月27日，東南亞龍族幻想正式開放公測。
- 2020年2月底，在歐美拿下Apple Store免費遊戲排行榜下載量第五名。
- 2020年3月，在日本突破事前登錄100萬人，全球2000萬下載量。
- 2020年4月9日，日本伺服器正式上線。
- 2020年4月13日，在日本登頂Apple Store與Google Play第一名。
- 2020年5月27日，東南亞伺服器正式上線。

### 伺服器訊息
| 國家／地區 | 代理商          | 時間                      | 備註 |
| ---------- | --------------- | ------------------------- | ---- |
| 中國大陸   | 騰訊遊戲        | 營運日期：2019年7月18日-  |      |
| 台灣       | 始祖鳥娛樂      | 營運日期：2019年9月18日-  |      |
| 香港       | 始祖鳥娛樂      | 營運日期：2019年9月18日-  |      |
| 澳門       | 始祖鳥娛樂      | 營運日期：2019年9月18日-  |      |
| 韓國       | eFun            | 營運日期：2019年10月31日- |      |
| 日本       | Sixjoy Limited  | 營運日期：2020年4月9日-   |      |
| 東南亞     | Archosaur Games | 營運日期：2020年5月27日-  |      |

## 跨界合作
《龍族幻想》與日本動漫作曲家高梨康治合作打造主題曲《CODE：桜の怒り》。2020年4月9日，日本運營更邀請松岡禎丞等日本知名一線聲優為遊戲配音，並將遊戲與白石麻衣合作的商業CM撥放到多家電視台，排名一度超過日本國民劇《半澤直樹》的CM。 
2019年9月6日，《龍族幻想》與新海誠電影新作《天氣之子》推出合作活動，僅需參加事前登錄活動，即可憑獎勵序號購買《天氣之子》龍族限定套票。 
2019年9月17日，始祖鳥宣布《龍族幻想》將在9月18日於台灣雙平台正式上線，活動會上也首度曝光由金曲新人王ØZI 為《龍族幻想》量身打造的專屬主題曲「血脈」，並請來四位菁英使者曹佑寧、鬼鬼吳映潔、夏語心、涂善存扮演遊戲角色現身，分享與《龍族幻想》合作趣事。 

## 外部連結
- （简体中文）中國大陸官方網站 （页面存档备份，存于）
- （繁體中文）台港澳官方網站 （页面存档备份，存于）
- （日語）日本官方網站 （页面存档备份，存于）
- （英文）東南亞官方網站 （页面存档备份，存于）